# 에너지 변환
에너지 변환(영어: energy transformation)은 에너지를 한 형태에서 다른 형태로 바꾸는 과정이다. 에너지 전환(영어: energy conversion)이라고도 한다. 물리학에서 에너지는 일이나 운동(예: 물체 들어올리기)을 수행할 수 있는 능력을 제공하거나 열을 제공하는 양이다. 에너지는 변환되는 것 외에도 에너지 보존 법칙에 따라 다른 위치나 물체로 전달될 수 있지만 생성되거나 파괴될 수는 없다.

## 같이 보기
- 에너지
- 일
- 에너지 보존 법칙

## 더 읽을거리
- “Energy—Volume 3: Nuclear energy and energy policies”. 《Applied Energy》 5 (4): 321. October 1979. doi:10.1016/0306-2619(79)90027-8.
- Energy Transfer and Transformation | Core knowledge science